# Geoclemys hamiltonii
La tartaruga di stagno punteggiata (Geoclemys hamiltonii Gray, 1830), unica specie del genere Geoclemys Gray, 1856, è una tartaruga della famiglia dei Geoemididi.

## Descrizione
È una testuggine di medie dimensioni. Il guscio delle femmine, leggermente più grandi dei maschi, può raggiungere 400 mm di lunghezza. Il carapace è convesso, seghettato sul margine posteriore e tri-carenato; la colorazione di fondo è nera, con macchie giallo-crema (talvolta anche arancioni negli esemplari giovani) cuneiformi e/o irregolari. Il piastrone è stretto, con una profonda intaccatura sul margine posteriore; la pigmentazione di base è nera con distinte macchie giallastre che, durante la crescita, perdono di contrasto e nitidezza, assumendo la forma di raggi. Anche la testa è nera ed è decorata con spot gialli o bianchi; l'iride è nerastra con puntini gialli disposti a formare una circonferenza attorno alla pupilla; il collo è grigio con chiazze bianche. Le femmine depongono 18-30 uova per ognuno dei due nidi che scavano in terreni argillosi tra dicembre e maggio. La dieta è costituita prevalentemente da invertebrati acquatici (molluschi, insetti, crostacei) e, secondariamente, da pesci e vegetali.

## Distribuzione e habitat
È distribuita nella fascia settentrionale del subcontinente indiano, dal Pakistan orientale, al Bangladesh, passando per il Nepal e per le regioni settentrionali dell'India (Assam, Bihar, Jammu, Meghalaya, Punjab, Rajasthan, Uttar Pradesh, Bengala Occidentale) che si trovano nel bacino idrografico del Gange. Dulciacquicola, popola preferenzialmente sistemi lentici con acque limpide, poco profonde e ricche di vegetazione sommersa (laghi, stagni e pozze stagionali, meandri fluviali abbandonati, paludi).

## Conservazione
Il rapido declino delle popolazioni in alcune regioni dell'areale (in particolare in Bangladesh) sembra dovuto alla perdita dell'habitat (conversione dei sistemi lentici in risaie e terreni agricoli), all'inquinamento delle acque e al prelievo eccessivo a scopo alimentare. Per limitare quest'ultimo fenomeno sono stati proposti progetti di sensibilizzazione delle popolazioni locali e di allevamento in cattività finalizzato al ripopolamento.